# Monolistra (Microlistra) spinosissima
Monolistra (Microlistra) spinosissima is een pissebed uit de familie Sphaeromatidae. De wetenschappelijke naam van de soort is voor het eerst geldig gepubliceerd in 1929 door Racovitza.